# Antrim House

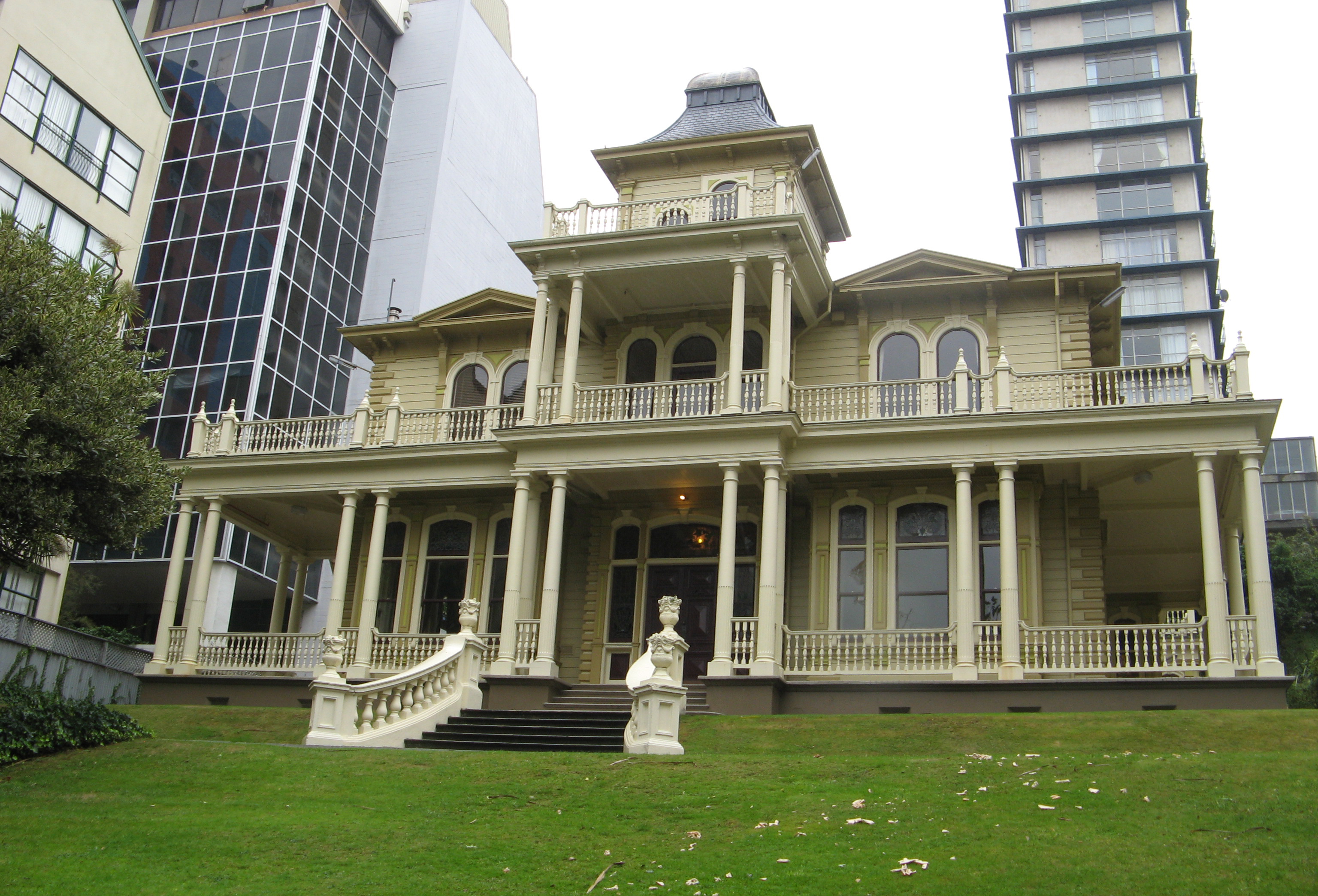
Antrim House

Antrim House ist ein historisches Bauwerk in der Boulcott Street in der neuseeländischen Hauptstadt Wellington. Das Haus wurde 1905 unter Leitung der Architekten Thomas Turnbull and Sons (William Turnbull) für Robert Hannah, einen irischen Immigranten aus dem County Antrim erbaut. Es ist eine hölzerne Konstruktion aus Kauri und Kernholz des Totara auf einem Betonfundament.
Antrim House ist ein gutes Beispiel des von edwardianischem und Italianate-Stil aus der Regierungszeit von Eduard VII. Das zweigeschossige Haus mit Turm und Mansarddach war einst eine eindrucksvolle Residenz eines reichen Geschäftsmannes auf einem großen Grundstück mit Garten und Nebengebäuden. Heute stehen Haus und kleinere Rasenflächen inmitten höherer moderner Gebäude.
Das Gebäude wurde am 26. November 1981 vom New Zealand Historic Places Trust als Denkmal der Kategorie I registriert. Die neuseeländische Denkmalschutzorganisation hat hier ihren Sitz.